# Cratichneumon laevidorsis
Cratichneumon laevidorsis là một loài tò vò trong họ Ichneumonidae.